# Statistisches Bundesamt

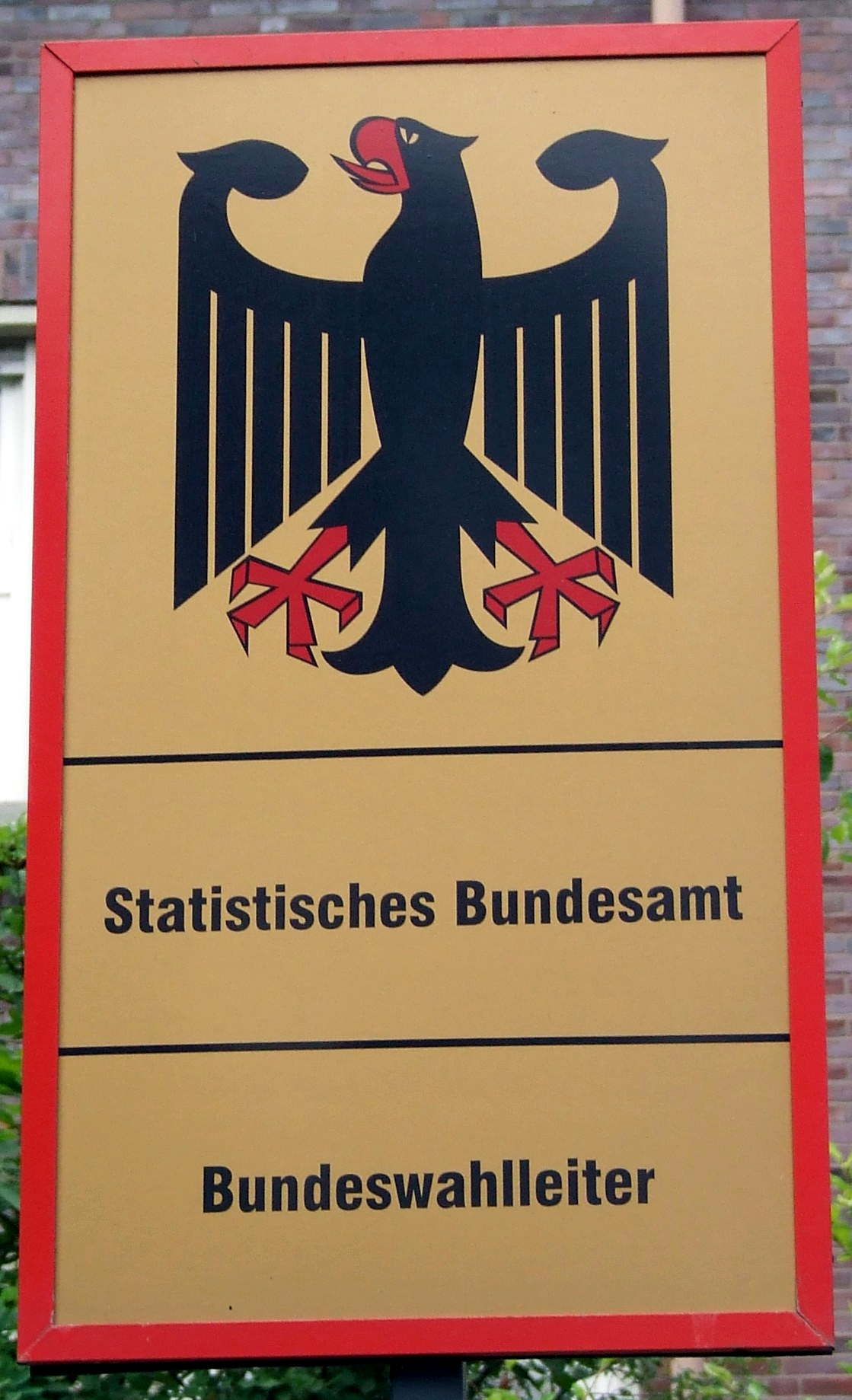
Dienststellenschild des Bundeswahlleiters und des Statistischen Bundesamtes

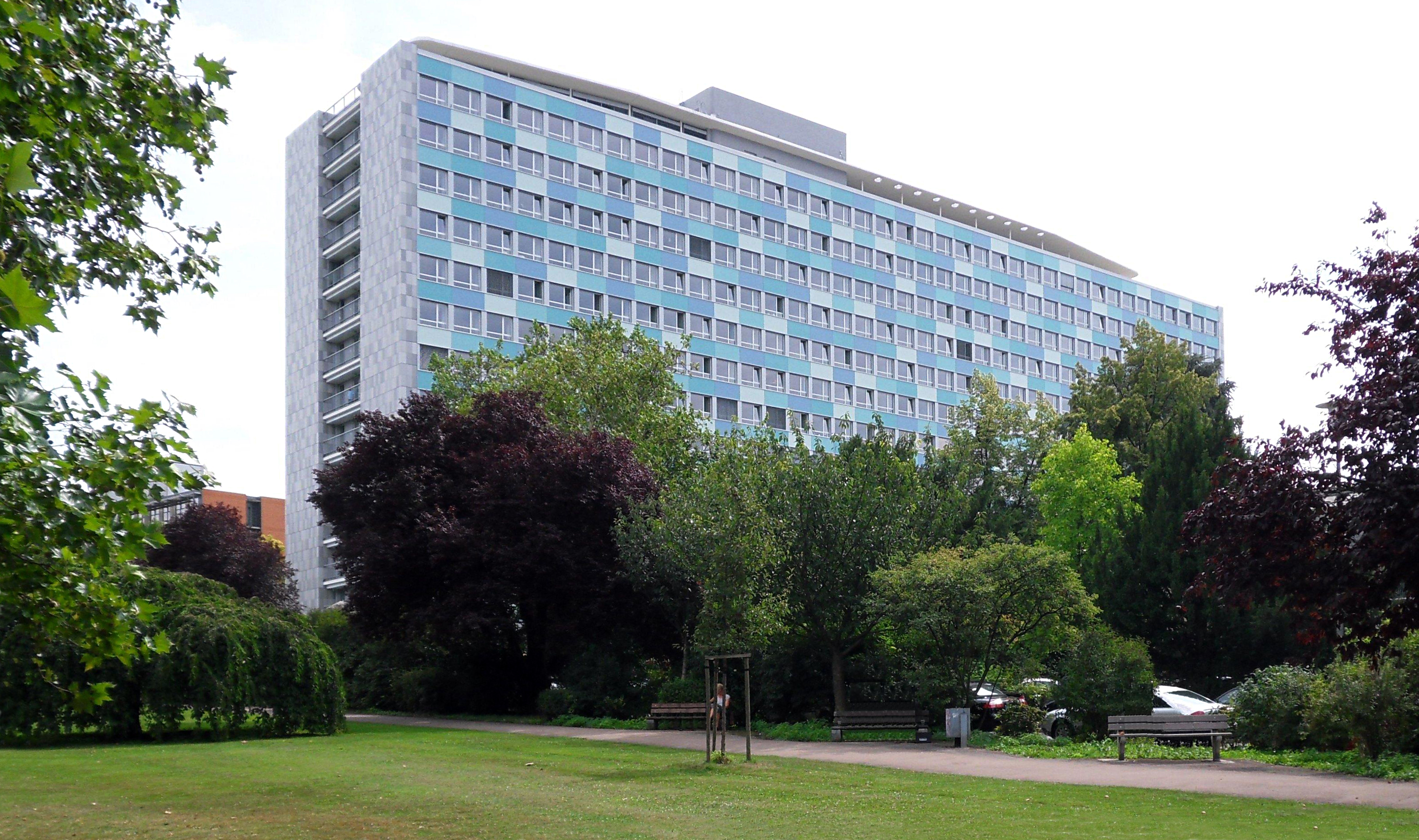
Hauptgebäude in Wiesbaden

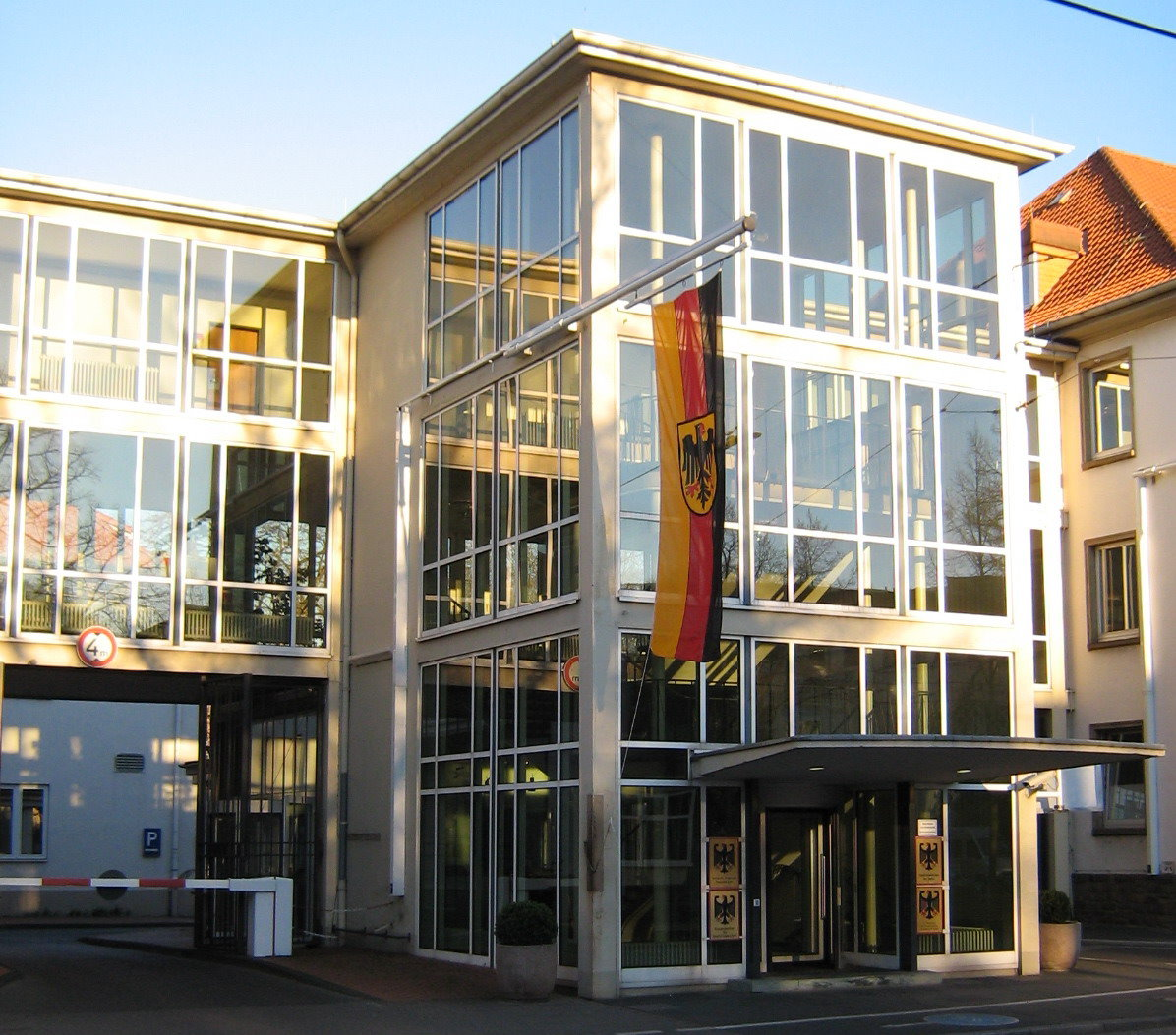
Eingang zur Zweigstelle Bonn des Statistischen Bundesamts

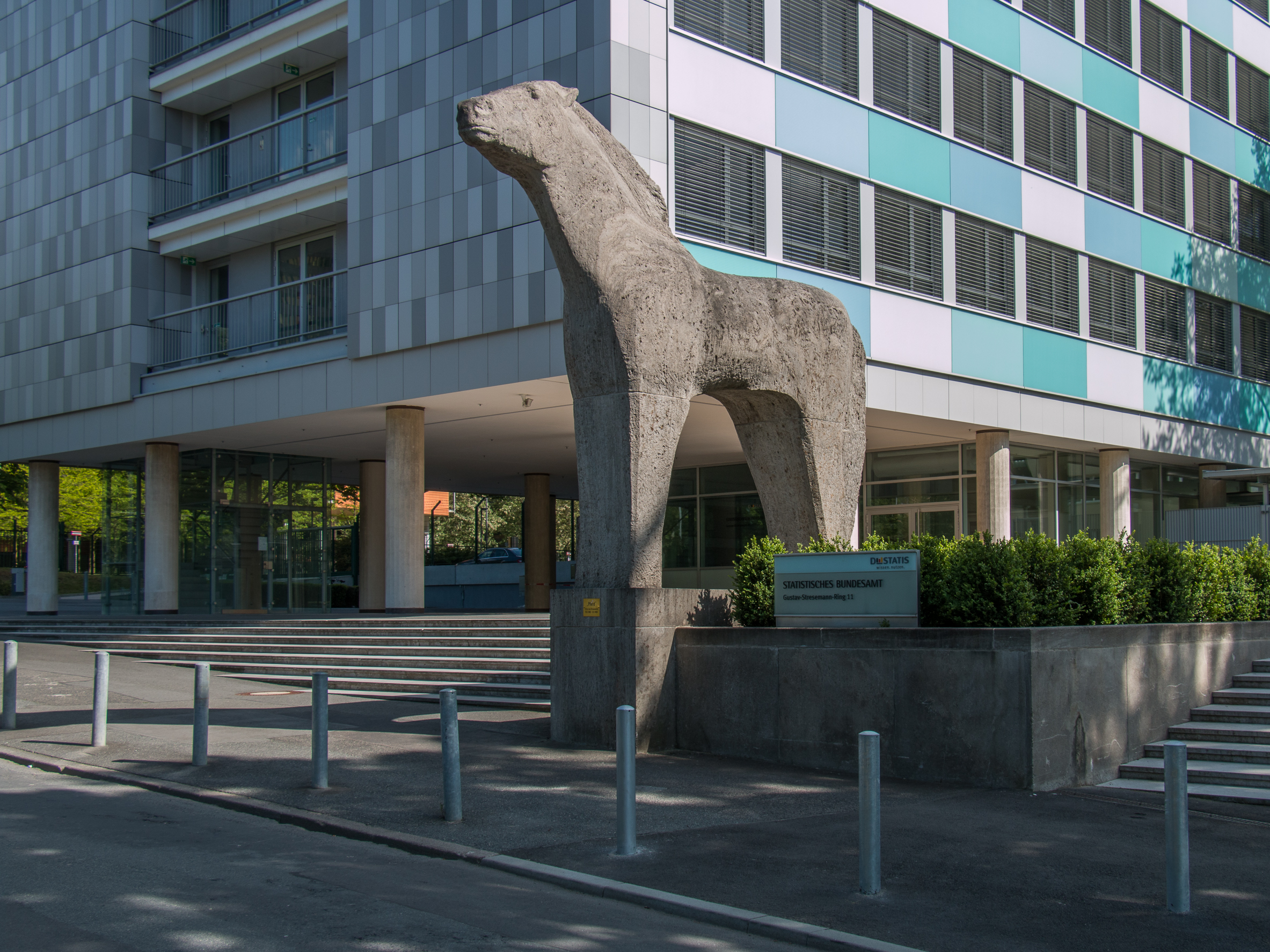
Pferdeskulptur von Fritz von Graevenitz vor dem Verwaltungsgebäude in Wiesbaden, 2007

Das Statistische Bundesamt (offiziell abgekürzt StBA, veraltend auch StatBA, inzwischen häufig Destatis; Deutsches Statistik-Informationssystem nach seiner Internetadresse) ist eine deutsche Bundesoberbehörde im Geschäftsbereich des Bundesministeriums des Innern. Sie erhebt, sammelt und analysiert statistische Informationen zu Wirtschaft, Gesellschaft und Umwelt. Die aufbereiteten Informationen werden tagesaktuell in rund 390 amtlichen Statistiken veröffentlicht.

## Geschichte
Am 21. Januar 1948 wurde ein Statistisches Amt des Vereinigten Wirtschaftsgebietes für die „Bizone“ (US-amerikanisches und britisches Besatzungsgebiet im Nachkriegsdeutschland) geschaffen. Nach Gründung der Bundesrepublik Deutschland wurde das Statistikamt der Bizone in die Behördenorganisation des Bundes übergeleitet. Am 1. April 1950 erhielt das Statistikamt den heutigen Namen.
Das Statistische Bundesamt steht in Deutschland somit als neugeschaffene Behörde nach dem Zweiten Weltkrieg in der Tradition des Kaiserlichen Statistischen Amtes und des Statistischen Reichsamtes.
Im November 2024 berichteten Medien über das Angebot von durch das Statistische Bundesamt erhobene Unternehmensdaten im Darknet. Diese sollen mutmaßlich über eine Sicherheitslücke im behördeneigenen Dienst Internet-Datenerhebung im Verbund (IDEV) in die Hand der „prorussischen“ Gruppe Indonesian Cyber Attack (Indohaxsec) gelangt sein. Die Hinweise auf eine mögliche Sicherheitslücke haben sich im Zuge der Untersuchungen jedoch nicht bestätigt.

## Behördenleitung
Die Präsidenten des Statistischen Bundesamtes sind traditionell auch immer Bundeswahlleiter.
- 1948–1964 Gerhard Fürst
- 1964–1972 Patrick Schmidt
- 1972–1980 Hildegard Bartels
- 1980–1983 Franz Kroppenstedt
- 1983–1992 Egon Hölder
- 1992–1995 Hans Günther Merk
- 1995–2006 Johann Hahlen
- 2006–2008 Walter Radermacher
- 2008–2015 Roderich Egeler
- 2015–2017 Dieter Sarreither
- 2017–2022 Georg Thiel[2]
- 2023–0000  Ruth Brand[9]

## Standorte
Das Statistische Bundesamt hat seinen Hauptsitz in Wiesbaden (1890 Mitarbeiter) und eine Zweigstelle in Bonn (634 Mitarbeiter). Des Weiteren betreibt das Bundesamt einen sogenannten i-Punkt in der Bundeshauptstadt Berlin (29 Mitarbeiter) und informiert dort Mitglieder des Deutschen Bundestages, der Bundesregierung, der Botschaften sowie Bundesbehörden, Wirtschaftsverbände und Interessenten aus dem Großraum Berlin-Brandenburg. In Wiesbaden betreibt das Statistische Bundesamt die größte Spezialbibliothek für Statistik in Deutschland.

## Aufgaben
Zu den Aufgaben des Statistischen Bundesamtes gehört die Bereitstellung objektiver, qualitativ hochwertiger und unabhängiger Informationen für Politik, Regierung, Verwaltung, Wirtschaft und Bürger. Weiterhin ist es für die methodisch-technische Vorbereitung einer Vielzahl von Statistiken verantwortlich und sorgt dafür, dass diese koordiniert, nach einheitlichen Methoden und termingerecht erstellt werden. Hierfür arbeitet das Statistische Bundesamt gemäß dem föderalen Staatsprinzip der Bundesrepublik Deutschland eng mit den Statistischen Ämtern der 16 Länder zusammen.

## Rechtsgrundlage
Die Verpflichtung zur Objektivität, Neutralität und wissenschaftlichen Unabhängigkeit sowie die Aufgaben des Statistischen Bundesamtes und die Vorschriften zur statistischen Geheimhaltung sind im Gesetz über die Statistik für Bundeszwecke geregelt.
Zudem bedarf jede Bundesstatistik zu ihrer Durchführung und Veröffentlichung einer Rechtsgrundlage, in der Regel ein Bundesgesetz oder eine Rechtsverordnung.

## Urheberrecht, Datennutzung
Seit dem 1. Januar 2006 ist die Verwendung der Statistiken des Bundesamtes lizenz-/gebührenfrei. Dies erfolgte analog zum Statistischen Amt der Europäischen Gemeinschaft (Eurostat), das diesen Schritt bereits am 1. Oktober 2004 vollzog. Auch die gewerbliche Nutzung der Daten des Bundesamtes ist jetzt ohne Lizenzgebühren gestattet. Sie gilt für jede Art der Weiterverbreitung von Daten, Diagrammen und Grafiken, soweit das Statistische Bundesamt Inhaber des Urheberrechtes ist und die alleinigen Herausgeberrechte besitzt.
Die Standard-Veröffentlichungen des Statistischen Bundesamtes werden durch folgenden Urheberrechtsvermerk gekennzeichnet: „Vervielfältigung und Verbreitung, auch auszugsweise, mit Quellennachweis gestattet“.
Ausgenommen hiervon sind Nutzungsrechte Dritter, die in den Werken des Statistischen Bundesamtes ausdrücklich ausgewiesen sind.
Die Kostenfreiheit ab dem 1. Januar 2006 gilt auch für die Verwendung von Daten aus bereits erschienenen Standard-Veröffentlichungen des Statistischen Bundesamtes, auch wenn diese noch einen anders lautenden Vermerk tragen.
Die Weiterverbreitung von Daten des Bundesamtes ab dem 1. Januar 2017 erfordert die Aufnahme des folgenden Quellenhinweises zu den genutzten Daten: „Statistisches Bundesamt (Destatis), Jahr“.

## Themenbereiche
Das Statistische Bundesamt veröffentlicht Statistiken zu den folgenden Themenbereichen:
- Volkswirtschaftliche Gesamtrechnungen, Inlandsprodukt
- Unternehmen und Handwerk
- Arbeitsmarkt
- Verdienste und Arbeitskosten
- Preise
- Außenhandel
- Umwelt
- Land- und Forstwirtschaft, Fischerei
- Industrie, Verarbeitendes Gewerbe
- Energie
- Bauen
- Dienstleistungen
- Binnenhandel, Gastgewerbe, Tourismus
- Transport und Verkehr
- Bevölkerung
- Einkommen, Konsum, Lebensbedingungen, Wohnen
- Bildung, Forschung und Kultur
- Gesundheit
- Soziales
- Öffentliche Finanzen und Steuern
- Justiz und Rechtspflege

## Publikationen

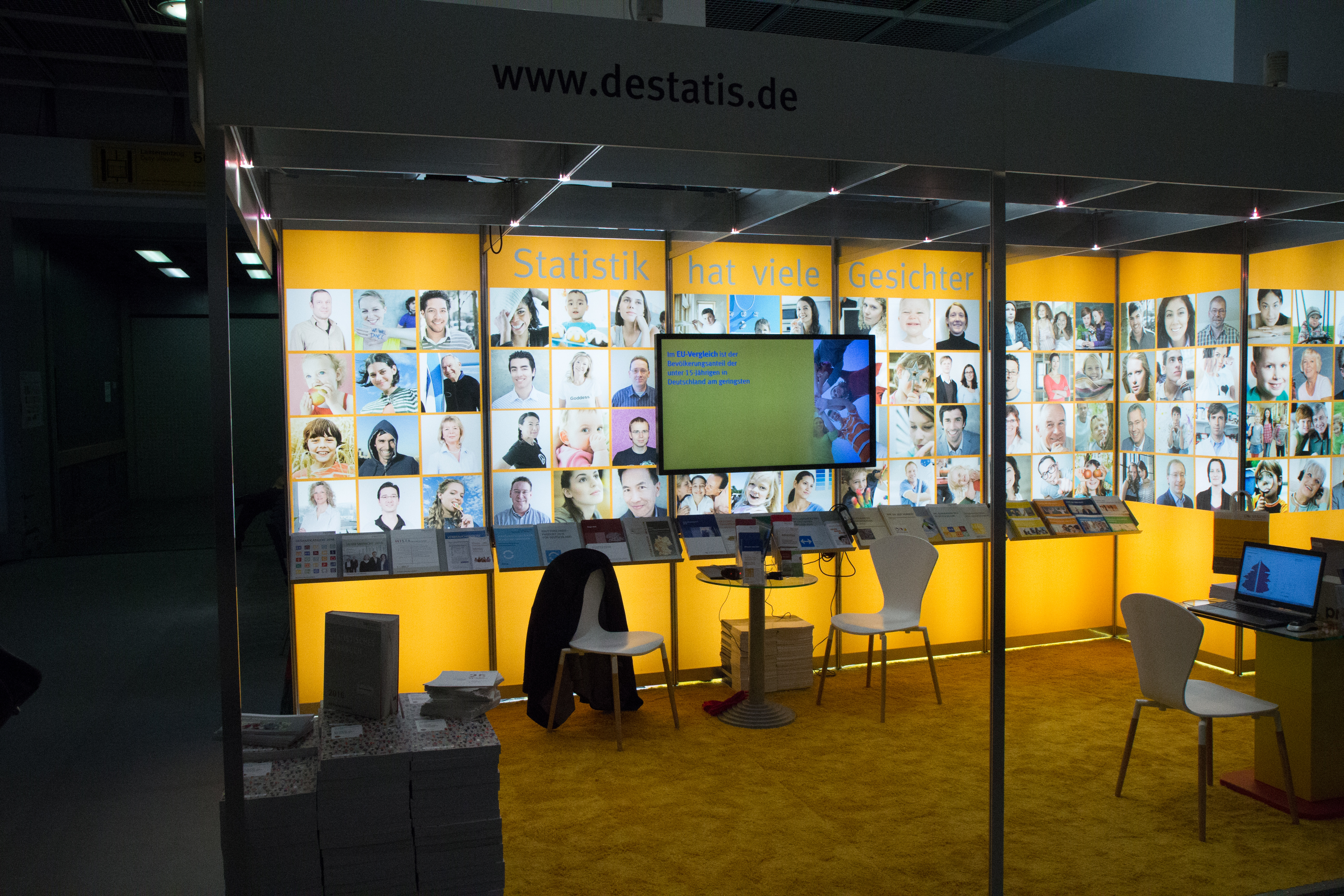
Stand des Statistischen Bundesamtes mit Publikationen auf dem 106. Deutschen Bibliothekartag 2017 in Frankfurt

Das Statistische Bundesamt veröffentlicht eine Vielzahl von periodischen und einmaligen Publikationen, die aus der Statistischen Bibliothek kostenfrei heruntergeladen werden können.
- Von 1952 bis 2019 wurde das Statistische Jahrbuch veröffentlicht. Alle Ausgaben ab 2006 stehen online zur Verfügung[13] – auch alle älteren Jahrgänge, einschließlich der Statistischen Jahrbücher für das Deutsche Reich im Zeitraum 1881–1943 und die Statistischen Jahrbücher der Deutschen Demokratischen Republik, die von der Universitätsbibliothek Mannheim digitalisiert wurden.[14] Das Statistische Jahrbuch in gedruckter Form erschien zuletzt im Oktober 2019 („Statistisches Jahrbuch 2019“, 68. Ausgabe). Die Berichterstattung wird in digitaler Form fortgesetzt.[15]
- Seit 1949 wird die Zeitschrift Wirtschaft und Statistik (WISTA) veröffentlicht. In WISTA werden vertiefende Analysen aus allen Bereichen der Bundesstatistik, wie Wirtschaft, Bevölkerung, Soziales oder Gesundheit, veröffentlicht und methodische Neuerungen und Projekte auf nationaler oder europäischer Ebene dokumentiert. Ergänzt werden die wissenschaftlichen Beiträge durch Kurznachrichten aus dem Arbeitsfeld des Statistischen Bundesamtes, wie beispielsweise nationale und internationale Tagungsankündigungen sowie neu veröffentlichte Publikationen. Die Zeitschrift steht als Gesamtausgabe, aber auch nach themenorientierten Rubriken, seit dem Jahrgang 2001 kostenfrei zum Herunterladen im Internet zur Verfügung.[16]
- Für all jene, die sich schnell und verlässlich über statistische Daten und sozialwissenschaftliche Analysen zu den aktuellen gesellschaftlichen Entwicklungen in der Bundesrepublik Deutschland informieren wollen, gehört der Datenreport – Sozialbericht für Deutschland mittlerweile zu den Standardwerken. Er kombiniert Daten der amtlichen Statistik mit denen der Sozialforschung und schafft ein umfassendes Bild der Lebensverhältnisse und der Einstellungen der Menschen in Deutschland.[17]
- Jeden Freitag publiziert das Statistische Bundesamt die Statistischen Wochenberichte, die als Tabellensammlung thematisch untergliedert nach den drei Themenbereichen „Bevölkerung und Arbeit“, „Preise und Finanzen“ sowie „Wirtschaft, Handel und Verkehr“ oder als Gesamtpaket zur Verfügung stehen.[18]

Eine große Zahl von Fachserien zu den verschiedensten Themen wird in unterschiedlicher Periodizität veröffentlicht. Sie werden in den Formaten pdf und xlsx auf der Website des Statistischen Bundesamtes angeboten.
Alle gedruckten Publikationen sowohl des Statistischen Bundesamtes als auch des Statistischen Reichsamtes stehen in der Bibliothek in Wiesbaden und im Rahmen des überörtlichen Leihverkehrs der wissenschaftlichen Bibliotheken zur Einsicht bereit.

## Sonstiges
Destatis arbeitet mit den 14 (Stand Mai 2013) statistischen Ämtern zusammen, die es auf Bundesländer-Ebene gibt.
Jeweils zwei Bundesländer arbeiten zusammen:
- Statistisches Amt für Hamburg und Schleswig-Holstein
- Amt für Statistik Berlin-Brandenburg

Liste der 14 Ämter im Artikel Statistisches Landesamt.

## Kritik
Im August 2025 kritisierten 30 Armutsforscher die rückwirkende Löschung im Mikrozensus erhobener Armutsdaten sowie deren veränderte Erhebungsmethodik. Die nicht öffentlich durch Bundesamt verkündete Änderung verfälsche die tatsächliche Armutsquote Deutschland um etwa eine Million Menschen und stelle einen „massiven Eingriff in die wissenschaftliche Freiheit“ dar, der künftige Vergleiche verunmögliche. In einem offenen Brief an Behördenleiterin Brand forderten sie die Rückkehr zur ursprünglichen Methode und Veröffentlichungspraxis.